# River Plate Aruba
|  | Per a altres significats, vegeu «River Plate (desambiguació)». |

El River Plate Aruba és un club esportiu d'Aruba, destacant en futbol, de la ciutat d'Oranjestad (barri de Madiki) fundat l'1 de febrer de 1953. Ha estat campió nacional els anys 1993 i 1997.